# 本田乙之進
本田 乙之進（ほんだ おとのしん、1886年（明治19年）12月24日 - 1947年（昭和22年）8月12日）は、日本の教育者。台湾総督府台南師範学校（現・国立台南大学）の学校長を務めた。

## 略歴
山口県豊浦郡西市村に生まれ、山口師範学校（現・山口大学教育学部）で小学校教育を学ぶ。
卒業後、一時、豊浦郡の吉見小学校に勤めるが、「向学心抑え難く」辞職。東京高等師範学校（現・筑波大学）本科数物化学部に入学し、1914年（大正3年）に卒業。
同年4月、広島県三原女子師範学校教諭兼訓導として赴任する。
1918年（大正7年）1月には台湾に渡り、はじめ、台湾総督府国語学校附属女学校の教諭となり、翌年には台湾総督府台南師範学校に着任した。
以後、第二次世界大戦が終結する1946年までの26年間あまりの長きにわたって台湾師範学校に在任。1935年（昭和10年）10月に学校長に「抜擢」されると、以後1946年（昭和21年）1月までの10年間にわたって学校長の任にあった。
また、1936年（昭和11年）には、当時の台湾総督、小林躋造海軍大将の訪問を受けている。
終戦後の1946年1月に学校長職を退き、帰国。翌年に死去。60歳であった。
在任中は台南市桶盤浅の官舍（旧日本海軍の関連団体である水交社が管理していた）で暮らし、教育の傍ら、学生とともに馬術や球技などの運動を嗜んだ。

## 年譜
- 1886年（明治19年）- 12月24日 山口県豊浦郡西市村字地吉に生まれる
- 1907年（明治40年）- 山口県師範学校を卒業
- 1907年（明治40年）- 豊浦郡吉見小学校教諭となる
- 1914年（大正3年） - 東京高等師範学校（現・筑波大学）本科数物化学部を卒業する
- 1914年（大正3年） - 広島県三原女子師範学校教諭兼訓導に任命される。
- 1918年（大正7年） - 渡台。台湾総督府国語学校附属女学校に教諭として着任
- 1919年（大正8年） - 国語学校台湾分校が台南師範学校に改組されたことに伴い、助教授として台湾総督府台南師範学校に転任
- 1927年（昭和2年） - 在職のまま、台南高等商業学校（1930年に廃校）講師を兼任する
- 1935年（昭和10年）- 台南師範学校学校長に就任する（高等官制度における奏任官の最高位である三等高等官に叙せられる）
- 1935年（昭和10年）- 文官普通分限委員会の台南州予備委員を兼任する

- 1942年（昭和18年）- 三等高等官のまま、勅任待遇（勅任官に準じた待遇）となる
- 1946年（昭和21年）- 台湾総督府台南師範学校学校長を辞任、日本に帰国する
- 1947年（昭和22年）- 死去。享年60